# Moscow (Tennessee)
Moscow es una ciudad ubicada en el condado de Fayette en el estado estadounidense de Tennessee. En el Censo de 2010 tenía una población de 556 habitantes y una densidad poblacional de 171,46 personas por km².

## Geografía
Moscow se encuentra ubicada en las coordenadas 35°3′44″N 89°22′55″O / 35.06222, -89.38194. Según la Oficina del Censo de los Estados Unidos, Moscow tiene una superficie total de 3.24 km², de la cual 3.22 km² corresponden a tierra firme y (0.72%) 0.02 km² es agua.

## Demografía
Según el censo de 2010, había 556 personas residiendo en Moscow. La densidad de población era de 171,46 hab./km². De los 556 habitantes, Moscow estaba compuesto por el 42.09% blancos, el 56.47% eran afroamericanos, el 0% eran amerindios, el 0% eran asiáticos, el 0.18% eran isleños del Pacífico, el 0.72% eran de otras razas y el 0.54% pertenecían a dos o más razas. Del total de la población el 3.24% eran hispanos o latinos de cualquier raza.